# Annamalai Nagar
Annamalai Nagar (Tamil: அண்ணாமலை நகர் Aṇṇāmalai Nakar [ˈaɳːaːmalɛi̯ ˈnaɡər]) ist eine Stadt im Distrikt Cuddalore des indischen Bundesstaates Tamil Nadu. Sie ist ein Vorort der Stadt Chidambaram und Standort der Annamalai University. Die Einwohnerzahl beträgt rund 16.000 (Volkszählung 2011).
Annamalai Nagar liegt in direkter Nachbarschaft zu Chidambaram, rund drei Kilometer östlich des Nataraja-Tempels. Der Ort entstand um die 1929 gegründete Annamalai University herum und ist ebenso wie diese nach dem Universitätsgründer Annamalai Chettiar (1881–1948) benannt.